# Mariendorf, Berlin
För andra betydelser, se Mariendorf.
Mariendorf är en stadsdel (tyska: Ortsteil) i södra Berlin, Tyskland, med 49 799 invånare (2011). Den ingår i det administrativa stadsdelsområdet Tempelhof-Schöneberg. Stadsdelen är mest känd för sin travbana, Trabrennbahn Mariendorf.

## Geografi och stadsbild

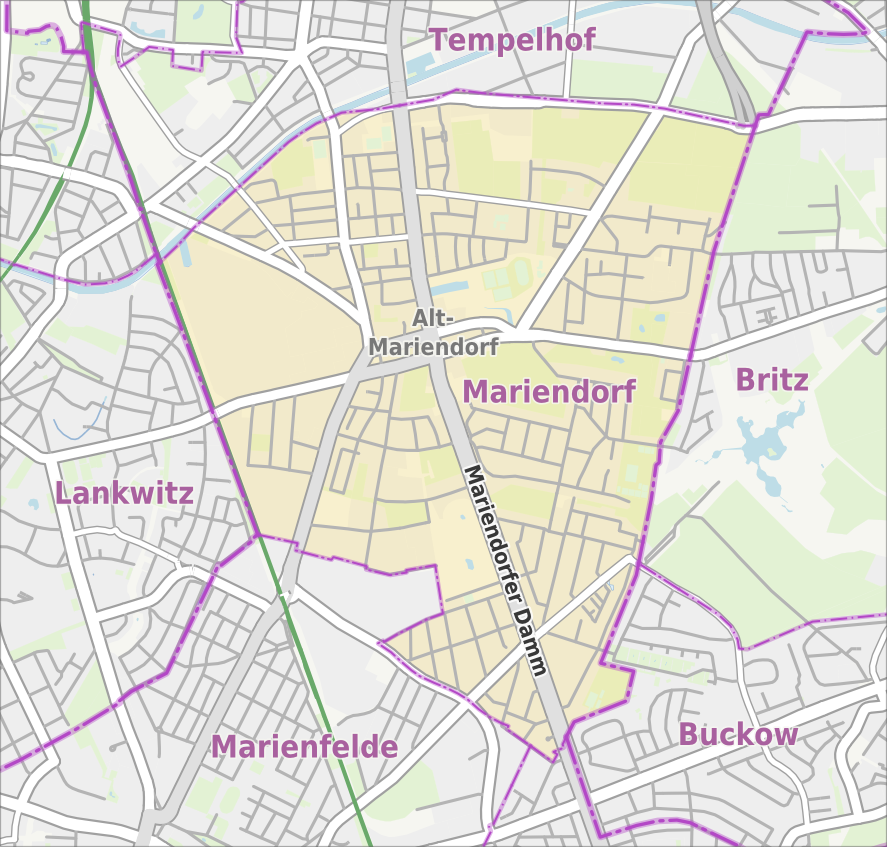
Karta över Mariendorf

Norra Mariendorf domineras av äldre hyreshusbebyggelse medan södra Mariendorf huvudsakligen utgörs av villabebyggelse.

## Historia

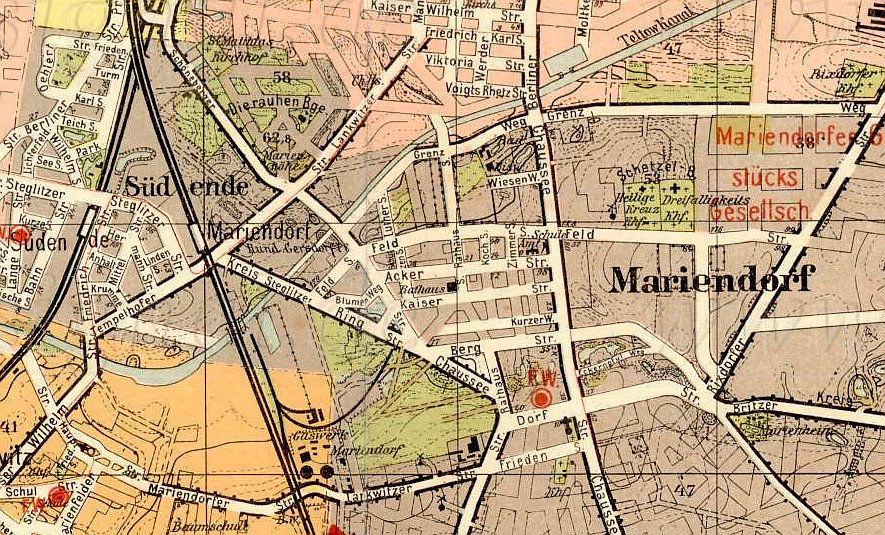
Stadsdelskarta från 1907.

Mariendorf grundades som en by tillhörande det närbelägna tempelriddargodset i Tempelhof under 1200-talet. Under det sena 1800-talet och tidiga 1900-talet växte staden Berlins förortskommuner och Mariendorf bebyggdes med hyreshus omkring landsvägen i riktning mot Dresden. I området Südende norr om Teltowkanalen, som under 1800-talet administrativt tillhörde Mariendorf, uppfördes en villakoloni. 1920 införlivades Mariendorfs landskommun i Stor-Berlin och blev del av Bezirk Tempelhof, men delen norr om kanalen där Südende låg kom då att administrativt infogas i Steglitz stadsdelsområde.
Mellan 1945 och 1990 tillhörde Mariendorf den amerikanska sektorn i Västberlin. 1946-1948 fanns ett flyktingläger för judiska Displaced Persons, flyktingar, i Mariendorf. Lägret avvecklades i samband med Berlinblockaden.
1966 byggdes tunnelbanelinjen U6 ut till Alt-Mariendorf.

## Kommunikationer
Mariendorf är huvudsakligen orienterat längs den nord-sydliga axeln som bildas av Mariendorfer Damm, Bundesstrasse 96, den gamla landsvägen mot Dresden. Under denna löper den nord-sydliga tunnelbanelinjen U6, med stationerna Westphalweg och Alt-Mariendorf, som utgör den södra ändhållplatsen på linjen. Alt-Mariendorf bildar utgångspunkt för busstrafiken vidare söderut.
I Mariendorf börjar även förbundsvägen Bundesstrasse 101, som löper i sydvästlig riktning mot motorvägsanslutningen till A10 vid Ludwigsfelde, och vidare mot Aue i Sachsen.
Berlins centrum och stadsmotorvägen A100 nås via Bundesstrasse 96 norrut genom Tempelhof.

## Kultur och sevärdheter
- Väderkvarnen Adlermühle
- Bykyrkan från 1200-talet och den gamla bygatan Alt-Mariendorf.
- Begravningsplatsen Dreifaltigkeitskirchhof III (även kallad Dreifaltigkeitsfriedhof III eller Friedhof der Dreifaltigkeitsgemeinde III) med Ulrike Meinhofs grav.
- Martin-Luther-Gedächtniskirche, med unik 1930-tals-kyrkinteriör.
- Monopol-Siedlung, gata med byggnadsminnesmärkt kedjehusområde från 1922.
- Tempelhofs hembygdsmuseum
- Travbanan Trabrennbahn Mariendorf.
- Volkspark Mariendorf, stadsdelsparken.

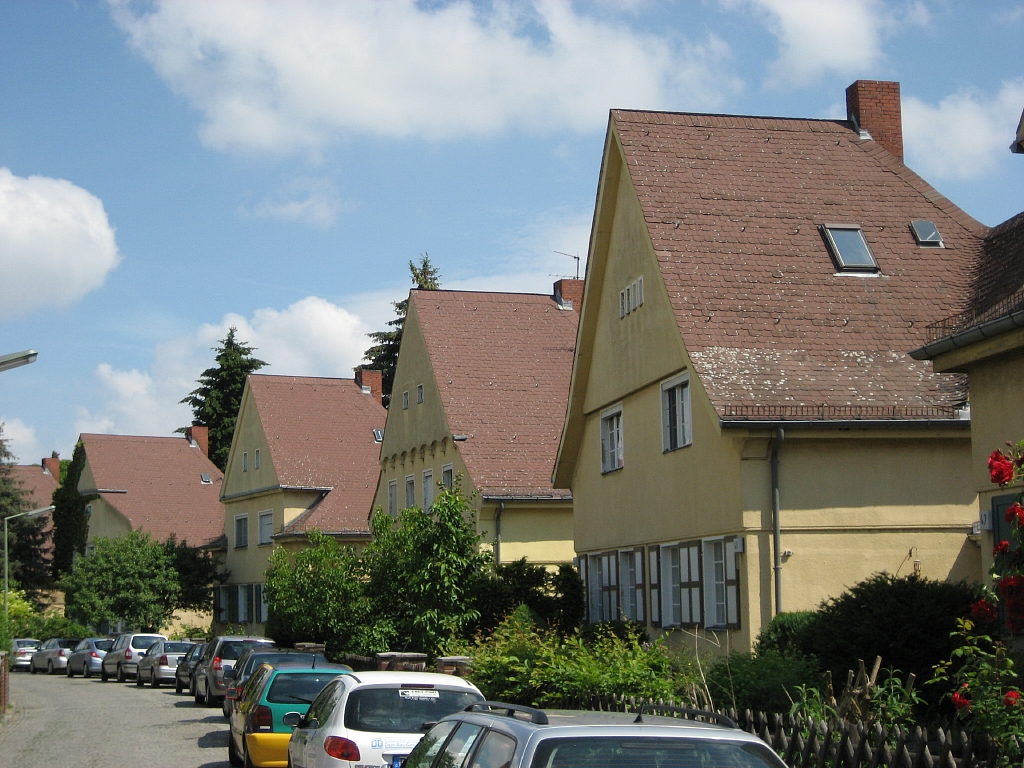
Kedjehus på Monopolstrasse
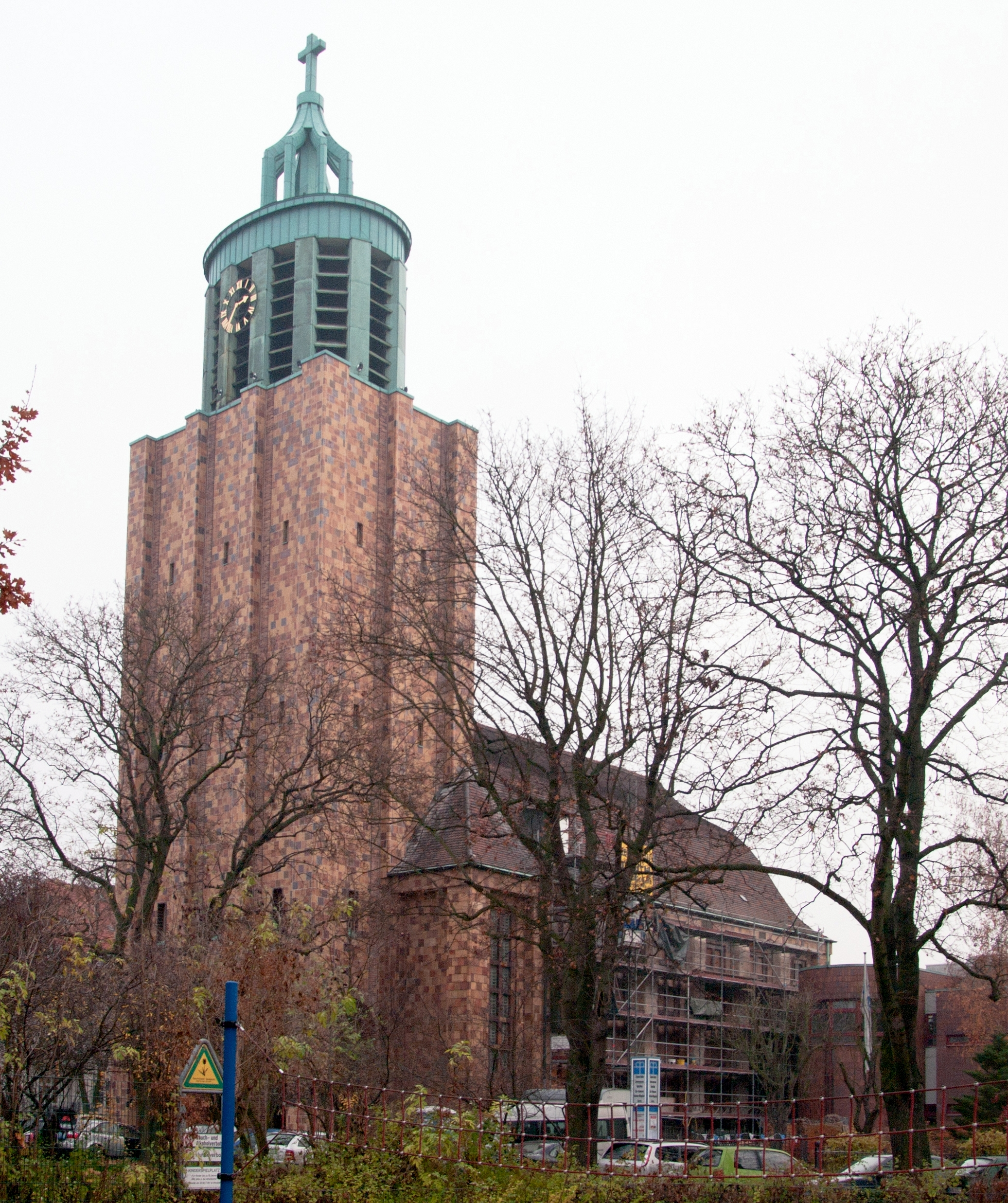
Martin-Luther-Gedächtniskirche
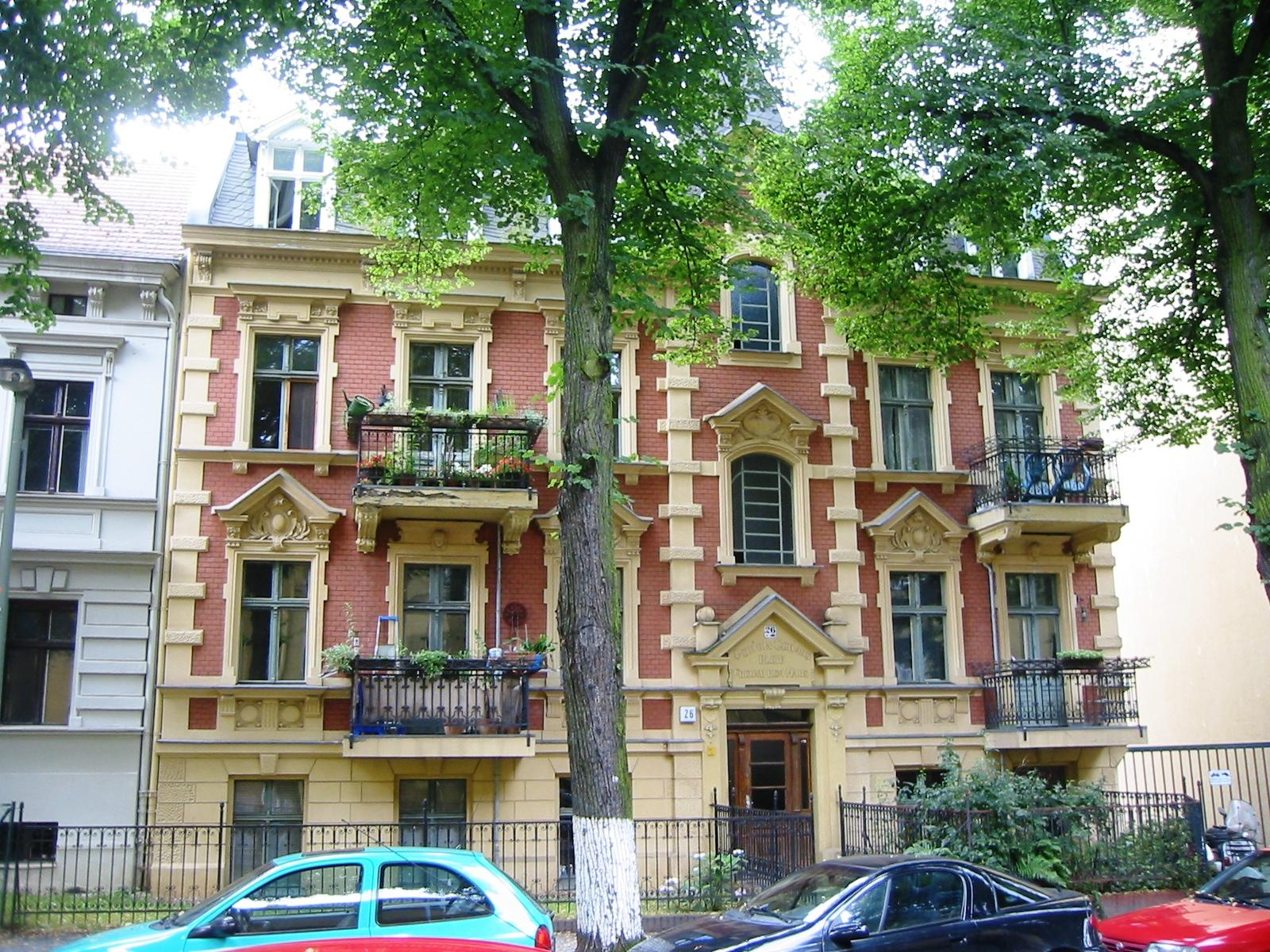
Gründerzeithus på Prühssstrasse
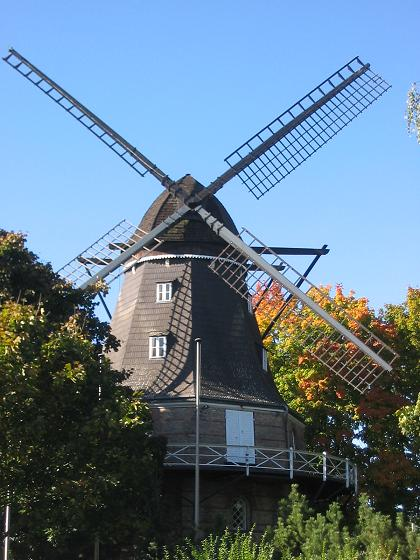
Väderkvarnen Adlermühle
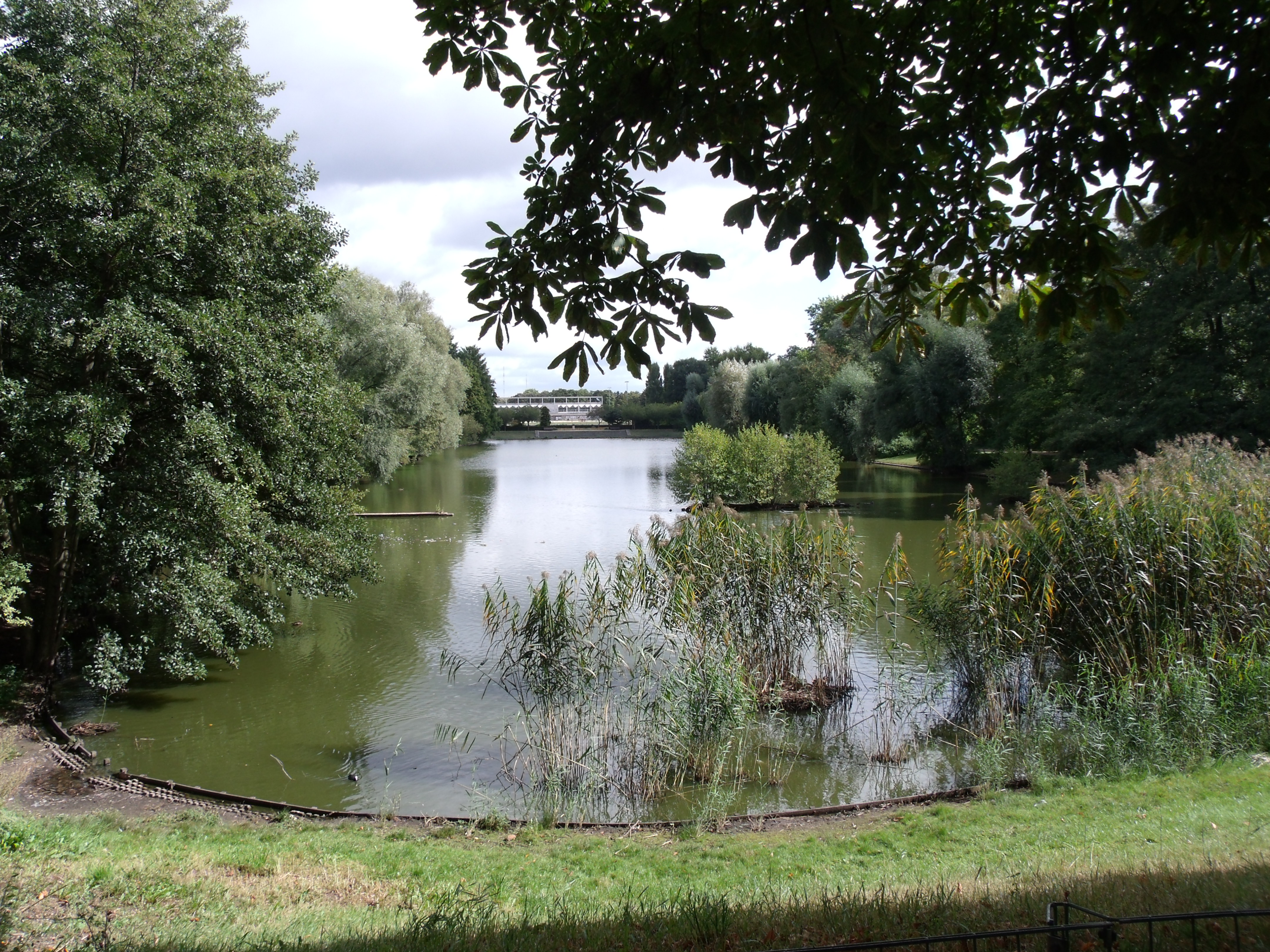
Volkspark Mariendorf
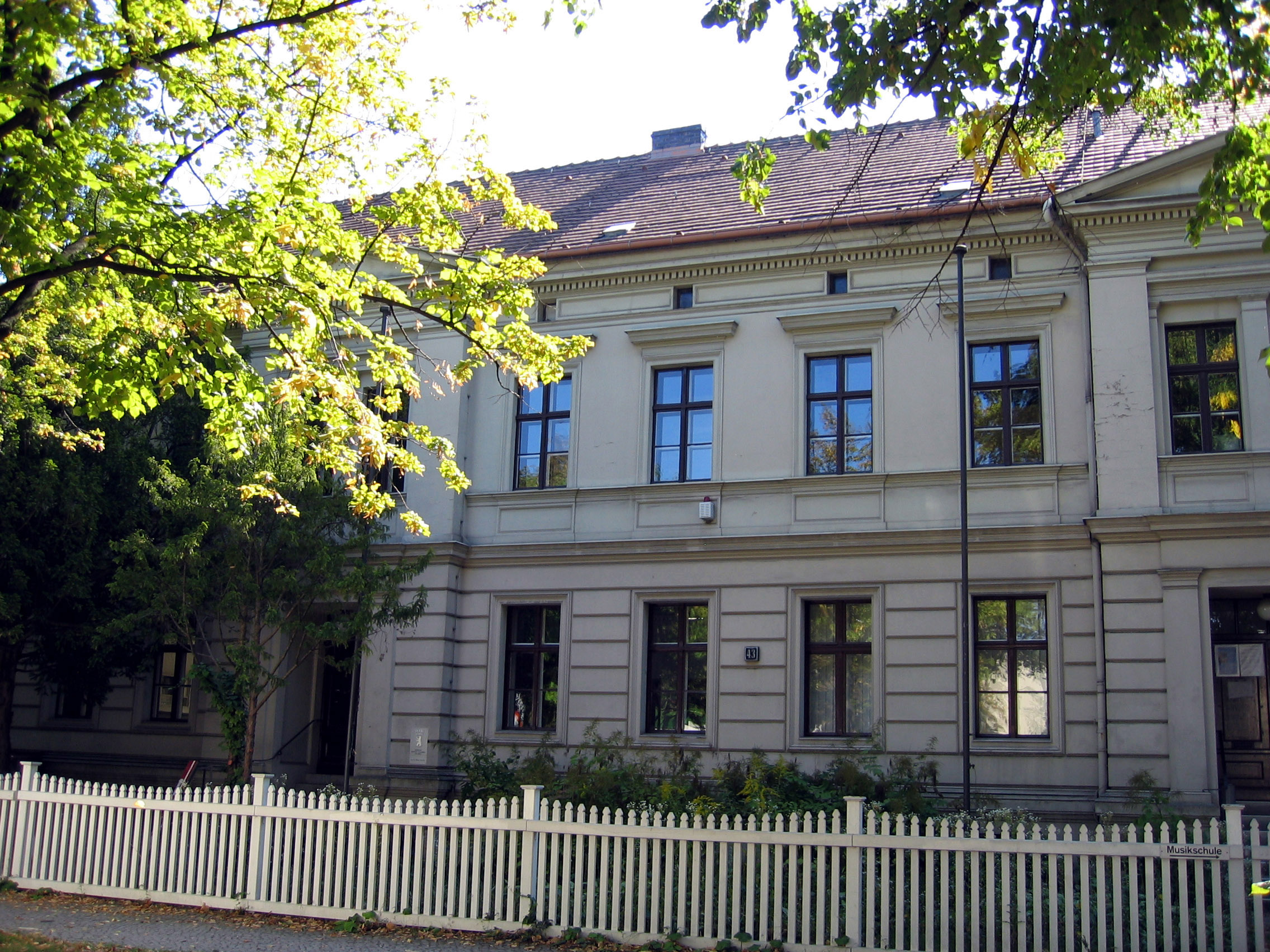
Tempelhofs hembygdsmuseum

## Kända Mariendorfbor
- Mario Barth (född 1972), komiker, TV-programledare och författare.
- Arthur Marohn (1893-?), fotbollsspelare.
- Hans-Jürgen Papier (född 1943), jurist, ordförande för Tysklands författningsdomstol 2002-2010.